# (70745) Aleserpieri
(70745) Aleserpieri  es un asteroide perteneciente al cinturón de asteroides, descubierto el 9 de noviembre de 1999 por Vittorio Goretti desde el Observatorio de Pianoro, en Italia.

## Designación y nombre
Aleserpieri se designó inicialmente como 1997 RD7.
Más adelante fue nombrado en honor al científico italiano Alessandro Serpieri (1823-1885).

## Características orbitales
Aleserpieri orbita a una distancia media del Sol de 2,5757 ua, pudiendo acercarse hasta 2,4210 ua y alejarse hasta 2,7303 ua. Tiene una excentricidad de 0,0600 y una inclinación orbital de 10,4453° grados. Emplea en completar una órbita alrededor del Sol 1509 días.

## Características físicas
Su magnitud absoluta es 14,6. Tiene 3,717 km de diámetro. Su albedo se estima en 0,244.